# 9661 Hohmann
9661 Hohmann è un asteroide della fascia principale del diametro medio di circa 25,56 km. Scoperto nel 1996, presenta un'orbita caratterizzata da un semiasse maggiore pari a 3,9471573 UA e da un'eccentricità di 0,2338791, inclinata di 12,98721° rispetto all'eclittica.